# Archaeopteris

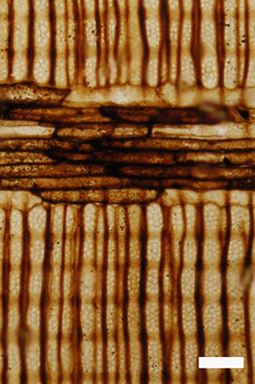
A Callixylon, azaz az Archaeopteris fájának sugármetszete (a fehér sáv hossza 0,1 mm-t jelöl)

Az Archaeopteris kihalt növénynemzetség, melynek fosszíliáit a felső devon és alsó karbon közötti kőzetrétegekben világszerte megtalálták. Ezért fontos korjelző fosszília. Nevének jelentése görög nyelven ősi páfrány, melyet a páfrányokéhoz hasonló levelei miatt kapott, habár nem a páfrányok közé, hanem a Progymnospermophyta törzsbe sorolják. Sokáig a legősibb ismert faként tartották számon.

## Felfedezése és vizsgálata
Az Archaeopteris első leleteit a kanadai Québec tartományban, a Szent Lőrinc-folyó déli partján, a Gaspé-félszigeten találták meg a 19. század második felében. A páfrányokra hasonlító növénynek John William Dawson az Archaeopteris nevet adta. Később világszerte megtalálták maradványait, ennek ellenére sokáig csak levéllenyomatai voltak ismertek.
1911-ben Mihail Dimitrijevics Zalesszkij paleontológus a Donyec-medencében talált megkövesedett fát írt le, amely különbözött a korábbi leletektől. Faanyaga sokban hasonlított a toboztermők fájához, éppen ezért sokáig ezek nem túl távoli rokonának tartották. Az ősi fát Callixylonnak nevezte el. A törzsön kívül nem találtak más struktúrákat, a későbbi leletek mellett azonban feltűnően gyakran találták meg az ősi páfránynak tartott Archaeopteris levélmaradványait.
Az Archaeopteris és a Callixylon azonosságát 1960-ban Charles B. Beck paleontológusnak sikerült bizonyítania egy szerencsés leletnek köszönhetően, amiben levél és fás rész összekapcsolódva maradt fenn. A felfedezés erősen megkérdőjelezte mind a páfrányokkal, mind a toboztermőkkel való közeli rokonságot.
Az Archaeopteris, illetve a Callixylon, sokáig a legkorábbi ismert fának számított, azonban a 2007-ben felfedezett Wattieza őspáfrány, amely a középső devon korban élt, több millió évvel megelőzte.

## Anatómia és fiziológia
A nemzetség fajainak átlagos magassága 10 méter körüli volt. Egyes fajok azonban 30 méteresre is nőhettek, törzsük átmérője 1,5 méter is lehetett. A törzsből oldalhajtások ágaztak el, ami újonnan megjelent tulajdonság (apomorf jelleg). Lombhullatók voltak, az egész oldalhajtásokat hullatták el, és ezek maradtak fenn a legnagyobb számban. Az egyes oldalhajtásokból (ágakból) párosával ágaztak le a páfrányokéhoz hasonló levelek. A leveleket apró levélkék alkották, melyeket a spóratermő leveleken (sporofillum) spóratermő tokok (sporangium) helyettesítettek. A spórával való szaporodás a páfrányokkal közös tulajdonság. A faanyag szerkezete és a lomb felépítése viszont a toboztermőkére hasonlított.
Ezek voltak az első olyan növények, melyek kiterjedt gyökérrendszert növesztettek. A korábbi növények gyökerei, illetve gyökérszerű képletei maximum 20 centiméterre hatoltak be a földbe, míg az Archaeopteris gyökerei 1 méter mélyre is nyúlhattak.
Szintén apomorf jelleg a bifaciális kambium, amely a növény belseje felé a farészt, külseje felé a háncsrészt építette. Ez lehetővé tette a másodlagos vastagsági növekedés megjelenését, és így a nagyobb méret elérését. Ezzel a növekedési móddal a fák maximális életkora 40–50 év lehetett.

## Ökológiai szerepe
Az Archaeopteris a nedves, vizenyős talajt kedvelte, leginkább folyókhoz közel és ártereken élt meg. Jelentős részét képezte a korai erdők növényzetének. Megjelenése után nem sokkal már az egész Földön elterjedt, és az akkori növényvilág domináns elemévé vált. Maradványait ezáltal minden kontinensen megtalálták.
Az Archaeopteris kiemelkedő szerepet játszott környezete megváltozásában. Elhulló levelei a folyók élővilágát táplálták, így kulcsfontosságú az édesvízi halak evolúciójában, melyeknek akkoriban robbanásszerűen megnőtt a változatossága, ezáltal közvetetten a tengeri élővilágra is nagy hatással volt. Mivel a korábbi növényeknél sokkal nagyobb gyökerekkel rendelkezett, képes lehetett jelentős talajkémiai változásokat okozni. Feltehetően fontos szerepe volt a Föld éghajlatának megváltozásában a devon időszak végére, mielőtt a karbon időszak kezdetén kihalt.

## Fordítás
- Ez a szócikk részben vagy egészben  az   Archaeopteris című angol Wikipédia-szócikk fordításán alapul.  Az eredeti cikk szerkesztőit annak laptörténete sorolja fel. Ez a jelzés csupán a megfogalmazás eredetét és a szerzői jogokat jelzi, nem szolgál a cikkben szereplő információk forrásmegjelöléseként.
- Ez a szócikk részben vagy egészben  az   Archaeopteris című német Wikipédia-szócikk fordításán alapul.  Az eredeti cikk szerkesztőit annak laptörténete sorolja fel. Ez a jelzés csupán a megfogalmazás eredetét és a szerzői jogokat jelzi, nem szolgál a cikkben szereplő információk forrásmegjelöléseként.

## Kapcsolódó webhelyek
- Devonian Times – Archaeopteris spp. (progymnosperm tree) Archiválva 2008. május 15-i dátummal a Wayback Machine-ben
- University of California, Museum of Paleontology – Introduction to the Progymnosperms
- Palaeobotanical Research Group, University Münster – History of Palaeozoic Forests: The Early Forests and the Progymnosperms